# Tricastins
|  | No s'ha de confondre amb Tricasses. |

Els tricastins (en llatí Tricastini, en grec antic Τρικαστινοί) eren un poble celto-lígur que vivia entre el Roine i els Alps.
Titus Livi diu que els gals bitúriges que van envair Itàlia sota la direcció de Bellovesus venien del territori dels tricastins. A la seva descripció de la marxa d'Hanníbal diu que aquest va passar per territori dels al·lòbroges i pel dels tricastins, i d'allí al territori dels voconcis i després dels tricoris, fins a arribar a Druentia (Durance). Si això és exacte el poble hauria viscut entre l'Isère i el Droma on, segons els Itinerarium, es troba Augusta Tricastinorum (actualment Sant Paul de Tricastin), que es suposa seria la seva capital.
Claudi Ptolemeu els situa a l'est dels segal·launs que tenen per capital Valentia (Valença), i anomena Noeomagus a la capital dels tricastins, que sembla un lloc diferent d'Augusta Tricastinorum.